# Orânia
Orânia é uma vila sul-africana e micronação localizada junto ao rio Orange na árida região de Karoo, na província do Cabo Setentrional. Trata-se de uma tentativa de realizar o ideal separatista de alguns africâneres de um Volkstaat autónomo. A vila é juntamente com Kleinfontein uma das duas únicas vilas enclave sul-africanas de maioria africâner branca no país.
O ideal da comunidade de Orânia é crescer ao longo do tempo até se tornar num grande Volkstaat tal como o defendido pelo movimento Volkstaat, e tornar-se independente da África do Sul.

## História
Em Dezembro de 1990, cerca de 40 famílias africâneres lideradas por Carel Boshoff, genro do antigo primeiro-ministro sul-africano Hendrik Verwoerd, compraram a delapidada cidade por cerca de 200.000 dólares. Isto ocorreu poucos meses após o fim das leis de apartheid e a libertação de Nelson Mandela da prisão. A cidade é propriedade privada da empresa Vluytjeskraal Aandeleblok (Whistle Corral Share Block), que também gere a cidade. O nome Vluytjeskraal deriva do nome da quinta sobre a qual a vila foi fundada, enquanto que Aandeleblok se refere à estrutura da empresa que permite às pessoas comprar acções e portanto obter o direito de morar e trabalhar uma parcela de terra propriedade da empresa. Os accionistas controlam portanto a empresa, que por seu lado controla a propriedade. O presidente executivo desta empresa, Dr.Manie Opperman, actua de facto como um presidente da câmara não eleito. A vila foi comprada ao Departamento dos Assuntos da Água, o qual tinha construído a vila para os trabalhadores que estavam a construir uma rede de canais utilizando a água do rio Orange, quando o projecto ficou completo.
Mais tarde, o então presidente da África do Sul Nelson Mandela, visitou a vila em 1995 para tomar chá com Betsie Verwoerd, a viúva de Hendrik Verwoerd, num gesto de conciliação.